# Ceraeochrysa arioles
Ceraeochrysa arioles is een insect uit de familie van de gaasvliegen (Chrysopidae), die tot de orde netvleugeligen (Neuroptera) behoort. 
Ceraeochrysa arioles is voor het eerst wetenschappelijk beschreven door Banks in 1944.